# Susan Shabangu
Susan Shabangu (née le 28 février 1956) est une femme politique sud-africaine, membre du Congrès national africain (ANC), membre du Parlement (1994-2019) et ministre du Développement social de 2018 à mai 2019.
Elle a été également ministre des Ressources minières de 2009 à 2014 et ministre des Femmes de 2014 à 2018.

## Biographie
Après une scolarité au Madibane High School de Soweto, elle devient travailleur social et militante anti-apartheid, membre, entre autres, de la Fédération des femmes sud-africaines (FEDSAW), de la COSATU (Congress of South African Trade Unions) et de l'ANC. 
Elle est élue au parlement lors des élections générales sud-africaines de 1994. Cadre du parti, elle entre au gouvernement en 1996 en tant que vice-ministre aux Mines et à l'Énergie. En 2004, elle est nommée vice-ministre à la Sureté et à la Sécurité. 
De 2009 à 2014, elle est ministre du cabinet chargé des Mines, ce qui lui vaudra d'avoir à gérer de sérieuses grèves dans les mines de platine. En 2010, Shabangu est directrice du Comité local d'organisation de la Coupe du Monde de football se déroulant en Afrique du Sud. En 2014, Jacob Zuma lui attribue le ministère des femmes, un portefeuille directement rattaché aux services administratifs de la présidence.
Non reconduite dans le gouvernement Ramaphosa II, elle renonce à ses fonctions de parlementaire en juin 2019, alors qu'elle venait d'être réélue sur la liste menée par l'ANC